# Isser Harel
Isser Harel (Vitebsk (Keizerrijk Rusland), 1912 – Tel Aviv (Israël), 18 februari 2003), geboren als Isser Harpelin, was een Israëlische geheim agent. Hij was van 1952 tot 1963 hoofd van de Mossad. Onder zijn verantwoordelijkheid werd Adolf Eichmann, de architect van de Holocaust, ontvoerd en naar Israël overgebracht.

## Levensloop

### Vroege jaren
Harels precieze geboortedatum is onbekend, omdat de documenten waarin dat vermeld stond verloren zijn gegaan tijdens de Russische Revolutie.
Harel werd geboren in een welvarende Joodse familie in Rusland. Zij bezat een azijnfabriek in Vibetsk. Onder de macht van de Sovjets kreeg Harels familie het hard te verduren omdat hun bezittingen in beslag werden genomen. Zij besloten te emigreren naar Daugavpils in het onafhankelijke Letland. Onderweg werden hun koffers gestolen door Sovjet-soldaten.

### Emigratie naar Palestina
In Daugavpils werd Harel lid van een zionistische jongerenorganisatie. Op 16-jarige leeftijd maakte hij plannen om te emigreren naar Palestina. Hij werkte in de landbouw om zich voor te bereiden om het leven op een kibboets. Na het bloedbad van Hebron besloot Harel zijn emigratieplannen te versnellen. Begin 1930 vertrok hij vanuit de Italiaanse stad Genua naar het "beloofde land". In een brood had hij een pistool verstopt.
Harrel leefde de eerste vijf jaar in Palestina op een kibboets. Later begon hij een handel in sinaasappels. Tijdens de Tweede Wereldoorlog voegde hij zich bij de Hagana. Vanaf 1942 gaf Harel leiding aan de inlichtingendienst van de Hagana.

### Hoofd van de Sjien Beet en Mossad
Na de vorming van de staat Israël in 1948 werd Harel de eerste directeur van de binnenlandse veiligheidsdienst, de Sjien Beet. Vanaf 1952 gaf hij leiding aan de nationale geheime dienst, de Mossad. Harel vestigde de reputatie van de Mossad in 1956 onder buitenlandse veiligheidsdiensten door de hand te leggen op een speech van Sovjet-leider Nikita Chroesjtsjov, waarin hij afstand nam van de persoonlijkheidscultus rond zijn voorganger Jozef Stalin. De Mossad kreeg de tekst via een Pools-Joodse journalist wiens vriendin werkte op het partijkantoor van de Poolse communistische partij.
Vanaf 1957 kwam er via West-Duitsland informatie door dat Adolf Eichmann in Argentinië zou wonen onder de naam Richard Klement. Premier David Ben-Gurion geloofde dat een uitleveringsverzoek kansloos was. In plaats daarvan gaf hij Harel opdracht om Eichmann te lokaliseren, te ontvoeren en naar Israël over te brengen. In mei 1960 slaagde de Mossad daarin. Eichmann stond terecht voor zijn aandeel in de Holocaust en werd ter dood veroordeeld. Harel publiceerde later het boek The House on Garibaldi Street.
Harel moest in maart 1963 gedwongen ontslag nemen. Dit was een gevolg van Operatie Damocles. Deze operatie was bedoeld om Duitse wetenschappers te ontmoedigen om mee te werken aan het raketprogramma van de Egyptische president Gamal Abdel Nasser. Als onderdeel van het programma werden bombrieven naar de wetenschappers gestuurd, maar hierbij raakte meerdere keren derden gewond. De ophef die ontstond na de arrestatie van twee agenten van de Mossad in Zwitserland waar ze een dochter van een van de Duitse wetenschappers hadden bedreigd, was de druppel waardoor Harel moest vertrekken.

### Parlementslid
Na zijn vertrek bij de Mossad werd Harel politiek actief. Hij werd namens de Nationale Lijst, de nieuwe partij van Ben-Gurion, in 1969 gekozen in de Knesset. De partij haalde vier zetels, maar viel uit elkaar nadat Ben-Gurion zich een jaar later definitief terugtrok uit de politiek. Harel verloor zijn zetel bij de parlementsverkiezingen in 1973. Hierna legde Harel zich toe op het schrijven van boeken.
- Biblioteca Nacional de España: XX1272352
- CiNii: DA10045366
- Gemeinsame Normdatei: 121190412
- International Standard Name Identifier: 0000 0001 0655 1063
- Library of Congress Control Number: n83001537
- Nationale Bibliotheek van Letland: 000263357
- Bibliotheek van het Japanse parlement: 00442461
- Nationale Bibliotheek van Tsjechië: jn20020320009
- Nationale Bibliotheek van Israël: 987007262315905171
- Nationale Bibliotheek van Polen: a0000002315676
- Nederlandse Thesaurus van Auteursnamen: 072515201
- LIBRIS: 339331
- SNAC: w6dz7w0m
- Système universitaire de documentation: 192441159
- Virtual International Authority File: 78823770
- WorldCat: E39PBJycHbBBcW8CDJGqym3RKd